# فعالیت فراطبیعی: نزدیک‌ترین خویشاوند
فعالیت فراطبیعی: نزدیک‌ترین خویشاوند (به انگلیسی: Paranormal Activity: Next of Kin) یک فیلم آمریکایی ترسناک فراطبیعی محصول سال ۲۰۲۱ به کارگردانی ویلیام یوبانک، نویسندگی کریستوفر لاندون و تهیه کنندگی جیسون بلوم و اورن پلی است. این فیلم به عنوان هفتمین قسمت از مجموعه فعالیت فراطبیعی ایفای نقش می‌کند و امیلی بادر، رولاند باک سوم، دن لیپرت، هنری آیرس-براون و تام نوویکی در آن به ایفای نقش پرداخته‌اند.
اگرچه فعالیت فراطبیعی: ابعاد شبح به عنوان آخرین قسمت از سری اصلی تبلیغ شد، پارامونت پیکچرز در ژوئن ۲۰۱۹ اعلام کرد که قسمت هفتم و دنباله مستقل آن با بلوم و سازنده فرنچایز، پلی، در حال ساخت است. لاندون برای نوشتن فیلمنامه در اوایل سال ۲۰۲۰ استخدام شد، در حالی که یوبانک به عنوان کارگردان فیلم در فوریه ۲۰۲۱ معرفی شد. بازیگران در مارس همان سال معرفی شدند و فیلمبرداری اصلی تا ژوئیه ۲۰۲۱ به پایان رسید.
فعالیت فراطبیعی: نزدیک‌ترین خویشاوند در ۲۹ اکتبر ۲۰۲۱ در ایالات متحده در پارامونت پلاس منتشر شد و نقدهای منفی از منتقدان دریافت کرد.

## بازیگران
- امیلی بادر در نقش مارگوت
- رولند باک سوم در نقش کریس
- دن لیپرت در نقش دیل
- هنری آیرس-براون در نقش ساموئل بیلر
- تام نوویکی در نقش جیکوب بیلر
- کیلی زاین و کربی جانسون به عنوان آسمودئوس از کتاب توبیاس